# Уберизация
Уберизация или юберизация — замена посредников (людей или организаций) цифровыми платформами. Термин произошёл от названия компании Uber. Компания разработала мобильное приложение, которое позволяет потребителям подавать запросы на поездки, которые затем переадресуются водителям компании, использующим свои личные автомобили. Термин «уберизация» относят к использованию компьютерных платформ, таких как мобильные приложения, для проведения пиринговых сделок между клиентами и поставщиками услуг, что часто позволяет отказаться от услуг традиционных плановых корпораций. Модель отличается существенно меньшими эксплуатационными расходами по сравнению с традиционным бизнесом.

## История
Уберизация стала возможной благодаря расцвету цифровых технологий, заложенных в XX веке и получивших дальнейшее развитие в XXI веке. Такие компании как Uber, GrabCar и сервис Airbnb позволяют потенциальным клиентам устанавливать непосредственный контакт с потенциальными поставщиками услуг. Феномен уберизации характеризуется устранением или квази-устранением посредников.
Уберизованные бизнес-форматы имеют следующие признаки:
- Использование цифровой платформы, позволяющей совершать пиринговые или квази-пиринговые транзакции.
- Минимизация числа звеньев между поставщиком и заказчиком услуг.
- Использование рейтинговой системы оценки качества услуг, предоставляемой провайдером.

## Распространенность
Уберизация проникла пока в ограниченное, но непрерывно растущее число отраслей. Например, появление сервиса Airbnb кардинально изменило гостиничную индустрию, которая в одном только Нью-Йорке оценивается более чем в 2,1 миллиарда долларов. В то время, как уберизация подвергается критике как потенциальный источник хаоса и, соответственно, возможная причина подрыва существующей корпоративной модели в гостиничном и транспортном бизнесе, компании, действующие в таких отраслях, как маркетинг, могут использовать данный феномен для сокращения расходов и начать предоставлять клиентам более специализированные услуги.
Существует мнение, что уберизация в некоторых отраслях экономики является частью более общего класса экономических явлений, объединяемых понятиями платформенная экономика и экономика доступа .

### Примеры
Среди ярких примеров и проявлений уберизации можно назвать:
- В транспортной отрасли (вытесняя такие сети такси, как Comfort Delgro[9] и международные эквиваленты):
  - Uber (компания, давшая название всему явлению)
  - Gett
  - Grab[10]
  - Didi[11]
  - Lyft[12]
  - Bolt
- В гостиничной индустрии (конкуренция с традиционным отелями и сдачей жилья в частном секторе)
  - Airbnb

## «Платформенная занятость»
Платформенная занятость — это гибкий формат включения в рынок труда, предполагающий использование онлайн-платформ в качестве посредника между поставщиками услуг (исполнителями работ) и заказчиками. Всё больше людей разных профессий (программисты, водители, курьеры и прочие) не становятся наёмными работниками, а оказывают услуги с использованием онлайн-платформ, становясь самозанятыми или индивидуальными предпринимателями. 

## Критика
Уберизацию часто критикуют за то, что она способствует упадку трудоёмких производств, что, в свою очередь, приведёт к сокращению рабочих мест.
Уберизация также вызывает обеспокоенность государственных регуляторов и органов налогообложения, поскольку оформление принципов совместного потребления в виде конкретных приложений приводит к спорам по поводу того, каким образом поставщика услуг, использующего в своей работе уберизированную платформу, можно, при ненадлежащем качестве услуг, привлечь к ответственности, и как отслеживать исполнение им налоговых обязательств.
В последнее время в ряде стран прошли массовые забастовки работников уберизованных сервисов, в результате в ряде стран приняты законы о гарантированной оплате труда, больничных и отпускных этой категории работников.
Кроме того, в отдельных сферах предоставления услуг такого типа возникают затруднения с правовым регулированием возникающих споров. Так, например, те договоры, которые заключают потребители и арендодатели через Airbnb представляются пока что сложными для их классификации в случае возникновения судебного разбирательства, так как в них присутствуют как признаки сдачи жильё под аренду, так и предоставления гостиничных услуг.
В 2019 года было опубликовано исследование, согласно которому компании типа Uber не только не снижают проблему перегруженности дорог, но и значительно ухудшают ситуацию, поскольку 62% своего времени автомобили подобных сервисов  не перевозят людей, а либо движутся по направлению к клиенту, либо едут на парковку.